# Pogotowie weterynaryjne
Pogotowie weterynaryjne – lokalna służba powołana do niesienia pomocy w zakresie zwierząt oraz weterynarii. Numerem alarmowym do pogotowia weterynaryjnego jest numer 983.